# Scandinavian Cup w biegach narciarskich 2019/2020
Scandinavian Cup w biegach narciarskich 2019/2020 – kolejna edycja tego cyklu zawodów. Rywalizacja rozpocznie się 13 grudnia 2019 r. w fińskiej miejscowości Vuokatti, a zakończy się 15 marca 2020 r. w norweskiej miejscowości Harstad.
Obrońcami tytułu są reprezentanci Norwegii wśród kobiet Anne Kjersti Kalvå a wśród mężczyzn Mattis Stenshagen.

## Kalendarz i wyniki

### Kobiety
| Lp | Data            | Miejscowość   | Dystans                            | 1. miejsce              | 2. miejsce            | 3. miejsce             |
| -- | --------------- | ------------- | ---------------------------------- | ----------------------- | --------------------- | ---------------------- |
| 1. | 14 grudnia 2018 | Vuokatti      | Sprint s. klasycznym               | Silje Øyre Slind        | Julie Myhre           | Johanna Hagström       |
| 2. | 15 grudnia 2018 | Vuokatti      | 20 km s. klasycznym (bieg masowy)  | Maria Nordström         | Tiril Liverud Knudsen | Linn Sömskar           |
| 3. | 16 grudnia 2018 | Vuokatti      | 10 km s. dowolnym                  | Julie Myhre             | Linn Sömskar          | Johanne Hauge Harviken |
| 4. | 3 stycznia 2020 | Nes Skianlegg | Sprint s. dowolnym                 | Anikken Gjerde Alnæs    | Julie Myhre           | Tilde Baangman         |
| 5. | 4 stycznia 2020 | Nes Skianlegg | 20 km s. dowolnym                  | Helene Marie Fossesholm | Moa Olsson            | Linn Sömskar           |
| 6. | 5 stycznia 2020 | Nes Skianlegg | 10 km s. klasycznym                | Anna Dyvik              | Evelina Settlin       | Moa Olsson             |
| 7. | 1 marca 2019    | Harstad       | Sprint s. klasycznym               | Odwołany                | Odwołany              | Odwołany               |
| 8. | 2 marca 2019    | Harstad       | 10 km s. klasycznym                | Odwołany                | Odwołany              | Odwołany               |
| 9. | 3 marca 2019    | Harstad       | 10 km s. dowolnym (bieg pościgowy) | Odwołany                | Odwołany              | Odwołany               |

### Mężczyźni
| Lp | Data            | Miejscowość   | Dystans                            | 1. miejsce            | 2. miejsce              | 3. miejsce            |
| -- | --------------- | ------------- | ---------------------------------- | --------------------- | ----------------------- | --------------------- |
| 1. | 13 grudnia 2019 | Vuokatti      | Sprint s. klasycznym               | Thomas Helland Larsen | Martin Løwstrøm Nyenget | Jørgen Lippert        |
| 2. | 14 grudnia 2019 | Vuokatti      | 30 km s. klasycznym (bieg masowy)  | Eirik Sverdrup Augdal | Martin Løwstrøm Nyenget | Vebjørn Turtveit      |
| 3. | 15 grudnia 2019 | Vuokatti      | 15 km s. dowolnym                  | Jan Thomas Jenssen    | Vebjørn Turtveit        | Gjøran Tefre          |
| 4. | 3 stycznia 2020 | Nes Skianlegg | Sprint s. dowolnym                 | Håvard Solås Taugbøl  | Pål Trøan Aune          | Harald Astrup Arnesen |
| 5. | 4 stycznia 2020 | Nes Skianlegg | 30 km s. dowolnym                  | Finn Hågen Krogh      | Mattis Stenshagen       | Daniel Stock          |
| 6. | 5 stycznia 2020 | Nes Skianlegg | 15 km s. klasycznym                | Magnus Stensaas       | Håvard Solås Taugbøl    | Johan Hoel            |
| 7. | 13 marca 2020   | Harstad       | Sprint s. klasycznym               | Odwołany              | Odwołany                | Odwołany              |
| 8. | 14 marca 2020   | Harstad       | 15 km s. klasycznym                | Odwołany              | Odwołany                | Odwołany              |
| 9. | 15 marca 2020   | Harstad       | 15 km s. dowolnym (bieg pościgowy) | Odwołany              | Odwołany                | Odwołany              |

## Klasyfikacje
| Lp. | Zawodniczka             | Punkty |
| --- | ----------------------- | ------ |
| 1.  | Julie Myhre             | 261    |
| 2.  | Linn Sömskar            | 242    |
| 3.  | Maria Nordström         | 223    |
| 4.  | Tiril Liverud Knudsen   | 212    |
| 5.  | Silje Øyre Slind        | 198    |
| 6.  | Anna Dyvik              | 172    |
| 6.  | Johanne Hauge Harviken  | 172    |
| 6.  | Marthe Bjørnsgaard      | 172    |
| 9.  | Anikken Gjerde Alnæs    | 164    |
| 10. | Helene Marie Fossesholm | 128    |
| 11. | Evelina Settlin         | 126    |
| 12. | Moa Olsson              | 118    |
| 13. | Jennie Öberg            | 113    |
| 14. | Amalie Håkonsen Ous     | 112    |
| 14. | Silje Theodorsen        | 112    |

| Lp. | Zawodnik                | Punkty |
| --- | ----------------------- | ------ |
| 1.  | Gjøran Tefre            | 210    |
| 2.  | Johan Hoel              | 188    |
| 3.  | Harald Østberg Amundsen | 176    |
| 3.  | Jørgen Sæternes Ulvang  | 176    |
| 5.  | Daniel Stock            | 155    |
| 6.  | Martin Løwstrøm Nyenget | 151    |
| 7.  | Eirik Sverdrup Augdal   | 147    |
| 8.  | Mikael Gunnulfsen       | 130    |
| 9.  | Johan Tjelle            | 124    |
| 10. | Eirik Mysen             | 122    |
| 11. | Magne Haga              | 116    |
| 12. | Håvard Solås Taugbøl    | 114    |
| 12. | Jan Thomas Jenssen      | 103    |
| 14. | Vebjørn Turtveit        | 102    |
| 15. | Sindre Groenflaten      | 101    |